# 6436 Коко
6436 Коко (6436 Coco) — астероїд головного поясу, відкритий 13 травня 1985 року.
Тіссеранів параметр щодо Юпітера — 3,628.